# Lepidoscia nemorivaga
Lepidoscia nemorivaga is een vlinder uit de familie van de zakjesdragers (Psychidae). De wetenschappelijke naam van deze soort is voor het eerst voorgesteld als Narycia nemorivaga door Alfred Jefferis Turner in een publicatie uit 1916.
De soort komt voor in Australië (Nieuw-Zuid-Wales).